# 구아마조레
구아마조레(Guamaggiore)는 사르데냐어로 고마조리(Gomajori) 또는 고이 마조리(Goi Maiori)라고도 불리며, 이탈리아의 사르데냐 주 수드사르데냐도에 있는 코무네 (지방 자치체)로, 칼리아리에서 북쪽으로 약 40 킬로미터 (25 mi) 떨어져 있다.
구아마조레는 다음 코무네와 접해 있다: 제시코, 구아실라, 오르타체수스, 셀레가스. 이곳에는 13세기-14세기까지 거슬러 올라가는 고딕 건축 양식의 성 베드로 교회가 있다.